# Cantus firmus
En música, el cantus firmus (en latín, "canto fijo") es una melodía previa que sirve de base de una composición polifónica, y que en ocasiones se escribe aparte para ser tocada en notas de larga duración.
El plural de este término latino es cantus firmi, si bien en ocasiones se emplea la forma corrupta canti firmi. En italiano se emplea en ocasiones canto fermo (siendo el plural canti fermi).

## Historia
Las melodías polifónicas más tempranas presentaban un cantus firmus proveniente de un canto llano, como el canto gregoriano, si bien el término no se empleó hasta el siglo XIV. Las composiciones polifónicas más antiguas que se conservan, como la Musica enchiriadis (en el siglo IX), contienen la melodía principal en la voz superior, y la parte arreglada escrita debajo. Alrededor del siglo XI el cantus firmus comienza a aparecer en la parte inferior. Más tarde el cantus firmus aparecerá dispuesto para la voz tenor (del latín 'tenere', sostener), en notas de duración larga, voz en torno a la cual se desarrollan líneas melódicas más floridas, sean vocales o instrumentales.
La composición usando el cantus firmus continúa siendo la norma a través del siglo XIII: incluso la música de la escuela de San Marcial y de Notre Dame lo emplea, al igual que la mayoría de los motetes del siglo XIII. Muchos de esos motetes fueron escritos en varios idiomas, con el cantus firmus en la voz más baja. Las letras de los poemas de temática amorosa podían ser cantadas en lengua vernácula sobre el texto sacro en latín, en forma de tropo, o bien el texto sacro podía ser cantado sobre una melodía secular.
Durante el siglo XIV la técnica del cantus firmus continúa siendo empleada con frecuencia para la mayor parte de la música sacra vocal, si bien aparecen nuevas elaboraciones: mientras la mayor parte de los compositores continentales utilizan métodos isorrítmicos, en Inglaterra otros compositores experimentan con un cantus firmus "migrante", en el cual la melodía pasa de una voz a otra sin ulteriores modificaciones. Una innovación posterior, conocida como paráfrasis tendrá una especial importancia en la composición de misas hacia finales del siglo XV.
La misa cíclica, que se convirtió en el estándar de la forma musical a mediados del siglo XV usaba la técnica del cantus firmus como principio organizativo. En un principio en cantus firmus se perfilaba como un canto llano, pero el abanico de fuentes fue creciendo gradualmente hasta incluir otras fuentes sacras, e incluso canciones populares. También al principio se restringió a la voz tenor, pero hacia el final de esa centuria muchos compositores experimentaron con otras formas de empleo, introduciendo, por ejemplo, un tema en contrapunto entre cada voz, o usando diferentes ritmos. Durante el siglo XVI la técnica del cantus firmus comenzó a ser abandonada, reemplazándose por la técnica de la parodia, en la cual múltiples voces se incorporan a una melodía sacra previa, como en el caso de la misa. Mientras los compositores de Italia, Francia o los Países Bajos utilizaron la parodia y la paráfrasis, los creadores de España, Portugal y Alemania continuaron usando el método del cantus firmus según su particular idiosincrasia nacional.

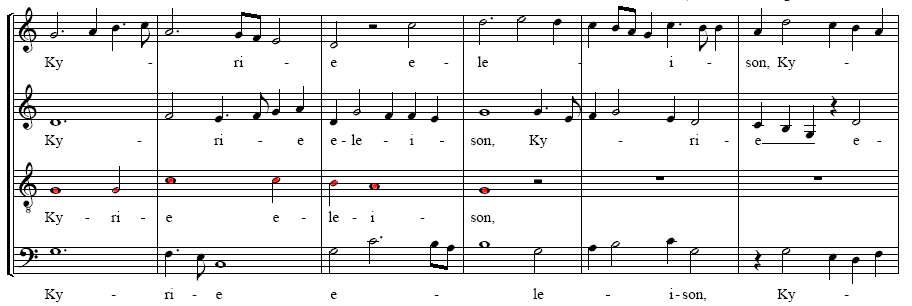
Inicio de L'homme armé. El cantus firmus aparece señalado en rojo.

El conjunto de obras seculares más extenso en el que se utilizara el cantus firmus fue L'homme armé (en francés: El hombre armado). Se conocen más de cuarenta arreglos, incluidos dos de Josquin Desprez y seis de uno o varios compositores anónimos de Nápoles. Muchos compositores de mediados y de fines del Renacimiento escribieron misas basándose en esa melodía, y la práctica perduró hasta el siglo XVII, como es el caso del arreglo de Carissimi. Hay varias teorías que intentan explicar el título de L'homme armé. Algunas sugieren que el hombre armado podría representar al Arcángel Miguel, mientras otras se inclinan por que podría tratarse de una popular taberna (Maison L'homme armé) de Cambrai, cercana al domicilio de Dufay. Puesto que la Caída de Constantinopla tuvo lugar en 1453 es posible que el texto "L'homme armé doibt on doubter" (en francés, "debe temerse al hombre armado") muestre el temor al Imperio otomano, que se encontraba en fase expansiva por Europa Central.
Existen otros ejemplos de cantus firmi seculares usados para la composición de misas. Algunos de los más famosos son 'Fortuna Desperata' (atribuida a Antoine Busnois), 'Fors seulement' (Johannes Ockeghem), 'Mille regretz' (Josquin), and 'The western wynde' (anonymous).
Los compositores alemanes del periodo Barroco, especialmente Johann Sebastian Bach, emplearon melodías corales como cantus firmi. En la apertura de su Pasión según San Mateo el coral "O Lamm Gottes, unschuldig" (en alemán, "Oh divino cordero inocente") aparece en notas de larga duración, cantadas por un coro de sopranos "in ripieno". Muchos de sus preludios corales incluyen una melodía ejecutada por el pedal.

## Como método de enseñanza
Se empleó el cantus firmus, y continúa empleándose, en la enseñanza del contrapunto, y es la base del Gradus ad Parnassum de Johann Joseph Fux, publicado por primero por Girolamo Diruta en 1710.